# Colleen Walker
Colleen Walker (ur. 16 sierpnia 1956 w Jacksonville, zm. 11 grudnia 2012 w Valrico), golfistka amerykańska, zwyciężczyni turniejów w cyklu LPGA (Ladies Professional Golf Association).
Wychowywała się w Palm Beach. Grała w golfa od 14. roku życia, wyróżniając się w reprezentacji uczelnianej w czasie studiów na Florida State University. Po uzyskaniu dyplomu z zarządzania w 1982 dołączyła do zawodowej organizacji golfistek LPGA. Pierwsze turniejowe zwycięstwo odniosła w 1987, wygrywając Mayflower Classic w Indianapolis. W 1988 wygrała Boston Five Classic, a w imprezach golfowego Wielkiego Szlema dwukrotnie uplasowała się w czołowej trójce (2. miejsce w Nabisco Dinah Shore w Rancho Mirage i 3. dzielone miejsce w U.S. Women’s Open); łącznie w tym sezonie 18-krotnie zajmowała miejsca w pierwszej dziesiątce turniejów (najlepszy wynik w cyklu) i uzyskała też najniższą średnią uderzeń, co przyniosło jej tradycyjne wyróżnienie – Vare Trophy. Pismo "Golf Digest" uznało ją za zawodniczkę, która w sezonie 1988 poczyniła największe postępy.
W 1992 wygrała trzy turnieje zawodowe, po czym przez kilka lat pozostawała bez wygranej; w sierpniu 1997, niespełna rok po urodzeniu syna, odniosła swoje jedyne zwycięstwo wielkoszlemowe, wygrywając du Maurier Ltd Classic (Canadian Women’s Open) w Oakville, przed Liselotte Neumann. Kilka tygodni później wygrała też turniej Star Bank LPGA Classic w Beavercreek. Kolejne sezony były dla niej mniej udane, zmagała się też z kontuzjami, ale w 2001 wygrała Hy-Vee Classic, turniej rozgrywany w ramach Womens Senior Golf Tour. Karierę ograniczyła w 2003 po zdiagnozowaniu choroby nowotworowej.
16 października 1987 wyszła za mąż za Rona Bakicha, który pełnił funkcję jej trenera. Syn Tyler Walker Bakich (ur. 7 października 1996) ma na koncie juniorskie sukcesy golfowe.
W 1991 jej nazwisko wpisano do Florida State University Hall of Fame, a w 2003 do Palm Beach County Sports Hall of Fame.

## Wygrane turnieje
- LPGA Tour:
  - 1987 Mayflower Classic
  - 1988 Boston Five Classic
  - 1990 Circle K LPGA Tucson Open
  - 1991 Lady Keystone Open
  - 1992 Oldsmobile LPGA Classic, LPGA Corning Classic, Safeco Classic
  - 1997 de Maurier Ltd Classic, Star Bank LPGA Classic
- LPGA of Japan Tour:
  - 1989 Nichirei International
- Womens Senior Golf Tour:
  - 2001 Hy-Vee Classic
- inne:
  - 1988 Mazda Champions (z Dave’em Hillem)